# Ендоклипс
Ендоклипс је метални механички уређај који се користи у ендоскопији како би се затвориле две површине слузокоже без потребе за операцијом и шивањем. Његова функција је слична шаву у грубим хируршким применама, јер се користи за спајање две неповезане површине, и може се применити кроз канал ендоскопа под директном визуализацијом. Ендоклипс су нашли примену у лечењу гастроинтестиналног крварења (у горњем и доњем гастроинтестиналном тракту), у превенцији крварења након терапијских процедура као што је полипектомија и у затварању гастроинтестиналних перфорација. Постоје многи облици ендоклипсова различитих облика и величина, укључујући уређаје са два и три зупца, који се могу применити коришћењем система за једнократну употребу или система који се могу поново пунити (било да се отварају и затварају да би се олакшало постављање).

## Структура и функција
Ендоклип су први описали Хајаши и Кудо 1975. године  и назвали га „стални клип“. Почетни покушаји да се клип угради у апликације у ендоскопији (као што је клипсовање крвних судова који крваре) били су ограничени апликаторским системом штипаљке. Међутим, до 1988. године развијен је систем за примену апликатора који је једноставан за употребу а описан је ифункционални систем ендоклипа који се може поново пунити. Састојао се од копче од нерђајућег челика (величине приближно 6 мм дугачке и 1,2 мм широке са зупцима) са металним уређајем за постављање (који би се могао користити за уметање клипа у ендоскопску камеру и постављен изван камере) затворен у пластични омотач.
Ендоклипови који се данас користе имају разне додатне облике и величине од оригинала. Клипови са два и три зупца (TriClip, Cook Medical) су описани и коришћени за различите намене. Ротирајуће клипове су осмишљене да побољшају приступ одређеним локацијама. Такође, развијени су и клипови који се отварају и затварају (за разлику од једнократног постављања) , а такође и ендоклипови којимогућавају постављање на одговарајућим локацијама.
Када се ендоскопијом идентификује лезија која се може лечити (као што је крварење), ендоклип  се може уметнути кроз канал ендоскопа све док обложени клип не буде видљив на ендоскопској слици, а ручка за постављање се преда медицинској сестри асистенту. Клип се уклања повлачењем на ручки, а поставља га и "испаљује" асистента за лечење лезије.

## Примене ендоклипа
Ендоцлипови су нашли примарну примену у хемостази (или заустављању крварења) током ендоскопије горњег (преко гастроскопије) или доњег (кроз колоноскопију) гастроинтестиналног тракта. Многе лезије које крваре су успешно саниране, укључујући крвареће пептичке чиреве,  туморе желуца, и крварење након уклањања полипа.
Крварећи пептични улкуси захтевају ендоскопско лечење ако показују доказе о високоризичним стигмама поновног крварења, као што су докази активног крварења или цурења на ендоскопији или присуство видљивог крвног суда око чира. Алтернативе ендоскопском резању пептичких улкуса термалном терапијом (као што је електрокаутеризација за сагоревање крвног суда који узрокује крварење) или ињекција епинефрина за сужење крвног суда. Упоредне студије између ендоклипса и термалне терапије указују на то да ендоклипс изазивају мање трауме на слузокожи око чира него електрокаутеризација, али ниједна дефинитивна предност било којег приступа није постигнута од стране гастроентеролога.

### Друге апликације
Ендоклипс је такође нашао примену у спречавању крварења при извођењу компликованих ендоскопских процедура. На пример, показало се да је профилактичко одсецање базе полипа корисно у превенцији крварења након полипектомије, посебно код пацијената са високим ризиком или пацијената на антикоагулантним лековима.
Осим тога, штипаљке се могу користити за затварање гастроинтестиналних перфорација које су можда узроковане компликованим терапијским ендоскопским процедурама, као што је полипектомија, или самим ендоскопским поступком.
Обујмице су такође коришћене за обезбеђивање постављања ендоскопских цевчица код руптуре слезине,  за храњење,  и за оријентацију жучног канала,  како би се помогло ендоскопској ретроградној холангиопанкреатографији, процедури која се користи за снимање жучних канала.

## Сигурност
Примећено је да се ендоклипсови померају између 1 и 3 недеље од постављања,  иако су пријављени дугачки интервали задржавања клипсева од чак 26 месеци.
Верује се да су ендоклипсови безбедни и код њих нису забележене никакве веће компликације (као што су перфорација или импактација), иако је изражена забринутост у вези са блокирањем одлива жучних канала ако се клипсови уметну у дуоденум.